# 241 Germania
Germania (asteroide 241) é um asteroide da cintura principal com um diâmetro de 168,9 quilómetros, a 2,75752979 UA. Possui uma excentricidade de 0,09614891 e um período orbital de 1 946,38 dias (5,33 anos).
Germania tem uma velocidade orbital média de 17,05222605 km/s e uma inclinação de 5,51213259º.
Este asteroide foi descoberto em 12 de Setembro de 1884 por Robert Luther.
Este asteroide recebeu este nome em homenagem à província do Império Romano, Germânia.